# Kohren-Sahlis
Kohren-Sahlis is een voormalige gemeente in de Duitse deelstaat Saksen (deelstaat), gelegen in de Landkreis Leipzig, die in 1934 werd gevormd door de samenvoeging van de toenmalige dorpen Kohren en Sahlis, waarbij het de status van stad kreeg. De stad telde 2.611 inwoners op 31 december 2015. Per 1 januari 2018 werd Kohren-Sahlis toegevoegd aan de stad Frohburg
Bad Lausick ·
Belgershain ·
Bennewitz · 
Böhlen ·
Borna ·
Borsdorf ·
Brandis ·
Colditz ·
Elstertrebnitz ·
Frohburg ·
Geithain ·
Grimma ·
Groitzsch ·
Großpösna ·
Kitzscher ·
Kohren-Sahlis ·
Lossatal ·
Machern ·
Markkleeberg ·
Markranstädt ·
Naunhof ·
Neukieritzsch ·
Otterwisch ·
Parthenstein ·
Pegau ·
Regis-Breitingen ·
Rötha ·
Thallwitz ·
Trebsen/Mulde ·
Wurzen ·
Zwenkau